# Luigi Angeletti
Luigi Angeletti (Greccio, Província de Rieti, 20 de maig de 1949), és un sindicalista italià.
El 13 de juny 2000 va ser elegit com a secretari general de la Unió Italiana del Treball.